# Wohnhäuser Emmastraße

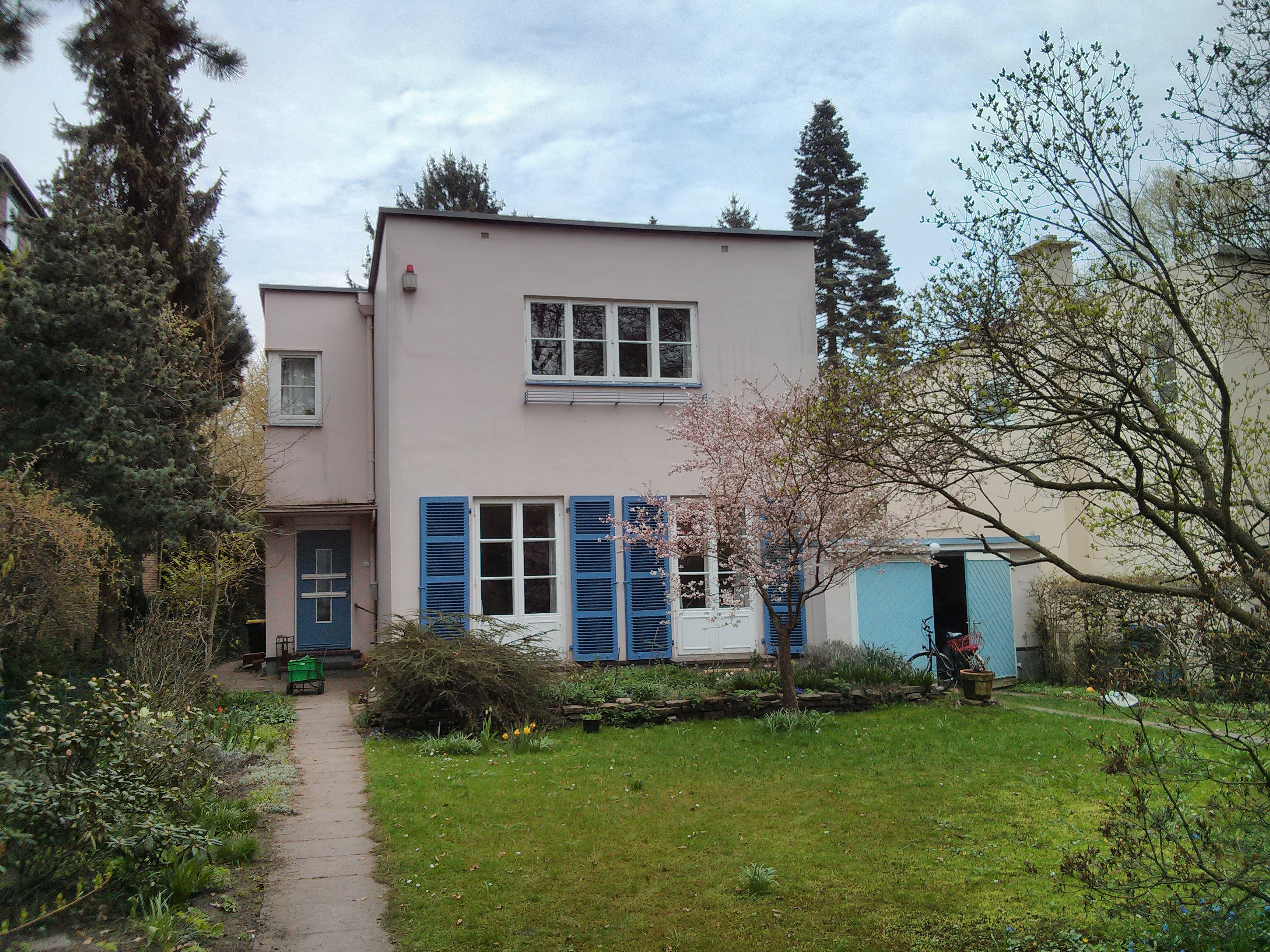
Wohnhaus Emmastraße 258

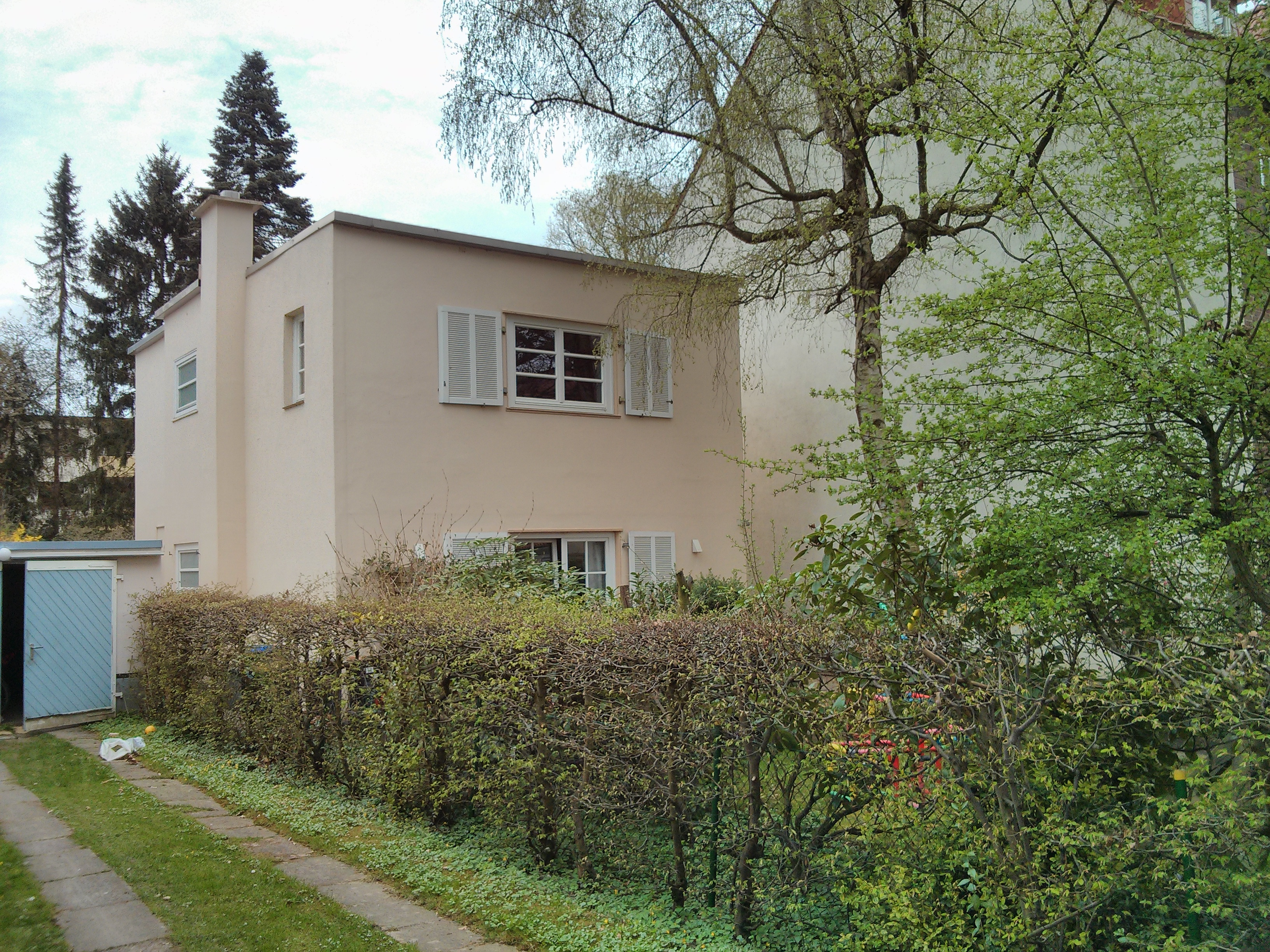
Wohnhaus Emmastraße 260

Die Wohnhäuser Emmastraße Nr. 258 und 260 in Bremen - Schwachhausen, Ortsteil Riensberg, stehen unter Denkmalschutz.

## Geschichte
Die beiden zweigeschossigen, geputzten Wohnhäuser Emmastraße Nr. 258 und Nr. 260 wurden 1930 im Stil der Moderne der Zwischenkriegszeit nach Plänen des Architekten Friedrich Wilms gebaut für den Dermatologen Dr. Erich Fertig (258) und den Architekten Dr.-Ing. Wilms selbst. Nur wenige Einfamilienhäuser im typischen Bauhausstil wurden in Bremen gebaut und blieben erhalten wie u. a. auch das Haus Grohne.  
Auch heute (2025) werden die Gebäude für Wohnzwecke genutzt. 

## Denkmalschutz
Die Gebäude wurden 1993 als Bremer Kulturdenkmal unter Denkmalschutz gestellt.